# Algemene verkiezingen in Nigeria 2019

De staten gewonnen door Atiku Abubakar zijn groen gekleurd; de staten gewonnen door Muhammadu Buhari zijn lichtblauw gekleurd.

De algemene verkiezingen in Nigeria van 2019 vonden op 23 februari plaats.

## Presidentsverkiezingen
Zittend president Muhammadu Buhari (APC) werd herkozen.
| Kandidaat                         | Kandidaat                         | Partij                            | Stemmen    | %     |
| --------------------------------- | --------------------------------- | --------------------------------- | ---------- | ----- |
|                                   | Muhammadu Buhari                  | All Progressives Congress         | 15.191.847 | 55.60 |
|                                   | Atiku Abubakar                    | People's Democratic Party         | 11.262.978 | 41,22 |
|                                   | Overige kandidaten                | -                                 | 869.758    | 3,18  |
| Ongeldige stemmen/ blanco stemmen | Ongeldige stemmen/ blanco stemmen | Ongeldige stemmen/ blanco stemmen | 1.289.607  | 4,51  |
| Totaal                            | Totaal                            | Totaal                            | 27.324.583 | 95,49 |
| Geregistreerde kiezers/ opkomst   | Geregistreerde kiezers/ opkomst   | Geregistreerde kiezers/ opkomst   | 82.344.107 | 34,75 |
| Bron: INEC (36 staten + FCT)      |                                   |                                   |            |       |

## Parlementsverkiezingen

### Huis van Afgevaardigden
Het All Progressives Congress (APC), de partij van president Buhari, bleef qua zetelaantal gelijk t.o.v. 2015, terwijl bij de voornaamste oppositiepartij een achteruitgang van 13 zetels viel waar te nemen.
| Partij                          | Partij                          | Zetels     | %      |
| ------------------------------- | ------------------------------- | ---------- | ------ |
|                                 | All Progressives Congress       | 212        |        |
|                                 | People's Democratic Party       | 127        |        |
|                                 | All Progressives Grand Alliance | 10         |        |
|                                 | Overige partijen                | 11         |        |
| Totaal                          | Totaal                          | 360        |        |
| Geregistreerde kiezers/ opkomst | Geregistreerde kiezers/ opkomst | 82.344.107 | 34,75% |
| Bron: INEC                      |                                 |            |        |

### Senaat
| Partij                          | Partij                          | Zetels     | %      |
| ------------------------------- | ------------------------------- | ---------- | ------ |
|                                 | All Progressives Congress       | 64         | 48,31  |
|                                 | People's Democratic Party       | 44         | 41,87  |
|                                 | Young Progressives Party        | 1          | 0,34   |
|                                 | Overig                          | 0          | 9,48   |
| Totaal                          | Totaal                          | 109        | 100    |
| Geregistreerde kiezers/ opkomst | Geregistreerde kiezers/ opkomst | 82.344.107 | 34,75% |
| Bron: INEC                      |                                 |            |        |

## Afbeeldingen

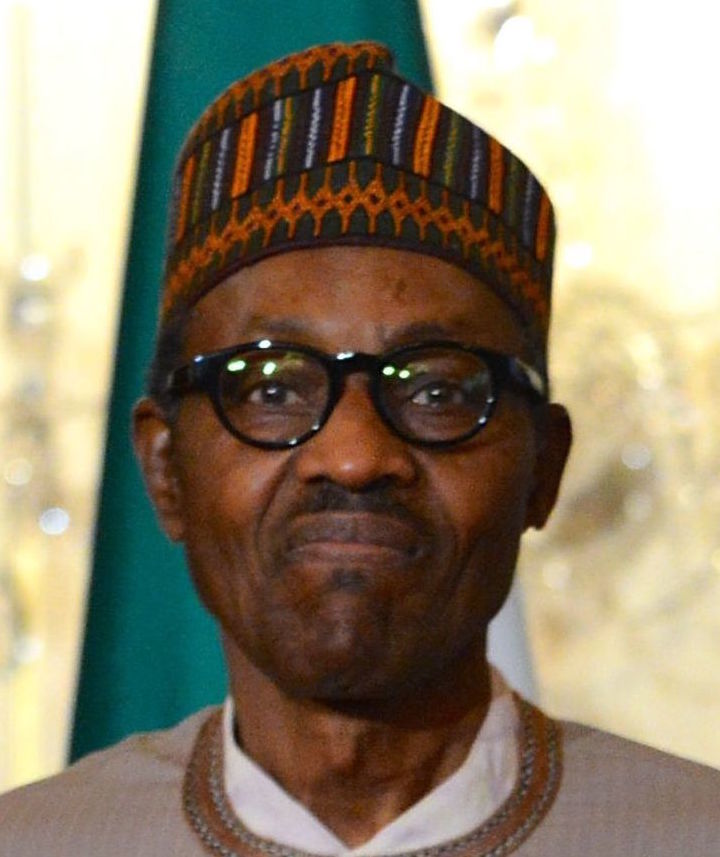
Zittend president Muhammadu Buhari won de presidentsverkiezingen met 55,5% van de stemmen
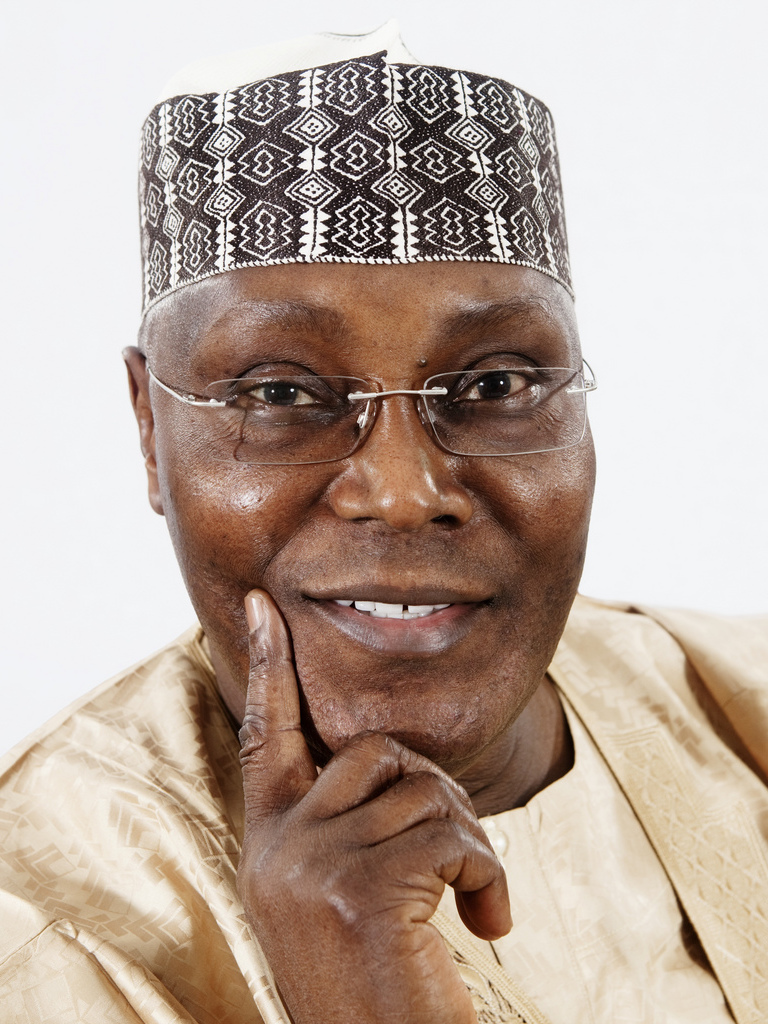
Tegenstander Atiku Abubakar kreeg 41% van de stemmen